# Cachimbo da Paz
"Cachimbo da Paz" é uma canção do rapper brasileiro Gabriel o Pensador, contida no álbum Quebra-Cabeça de 1997. A música foi a primeira parceria com Lulu Santos que participou sob o pseudônimo "Bollado" e que mais tarde participaria de "Astronauta". A letra da canção foi composta por Gabriel, Bollado Emecê (Lulu Santos) e DJ Memê.
A música se tornou grande sucesso ao lado de "2345meia78" e "Festa de Música", em 1997 entrou no Top 100 Brazil e alcançou o sexto lugar, no ano seguinte foi a oitava música mais tocada no Brasil. Ainda em 1998 ganhou o Prêmio Multishow de Música Brasileira pelo melhor clipe e concorreu nas categorias melhor música pop e escolha da audiência na premiação do MTV Video Music Brasil.

## Créditos
- Bateria, percussão e sampler: Memê
- Baixo: Dunga
- Guitarra: Lulu Santos

## Prêmios e indicações
| Ano  | Prêmio                                | Categoria            | Resultado | Ref.  |
| ---- | ------------------------------------- | -------------------- | --------- | ----- |
| 1998 | MTV Video Music Brasil                | Escolha da Audiência | Indicado  | [ 8 ] |
| 1998 | MTV Video Music Brasil                | Videoclipe de Pop    | Indicado  | [ 8 ] |
| 1998 | Prêmio Multishow de Música Brasileira | Melhor Clipe         | Venceu    | [ 7 ] |
| 1998 | Troféu Imprensa                       | Melhor Música        | Indicado  |       |

## Desempenho nas paradas
| País/Parada musical | Posição |
| ------------------- | ------- |
| Brasil - Top 100    | 6       |
| Brasil - Hot 100    | 8       |